# Chiến tranh Krym
Chiến tranh Krym (tiếng Nga: Крымская война hoặc Восточная война, chuyển tự: Krymskaja wojna hoặc Wostotschnaja wojna, tiếng Anh: Crimean War) bắt đầu từ năm 1853 và chấm dứt năm 1856, giữa hai lực lượng quân sự châu Âu, phe đồng minh gồm Đế quốc Pháp, Đế quốc Anh, Đế quốc Ottoman và Vương quốc Sardegna chống lại Đế quốc Nga. Cuộc chiến tranh này còn được người đương thời gọi là Chiến tranh nước Nga. Phần lớn các trận chiến xảy ra trên bán đảo Krym, những trận nhỏ hơn tại miền tây Thổ Nhĩ Kỳ và vùng biển Baltic. Một trong những lý do gây ra cuộc chiến là việc chính phủ Nga hoàng bảo hộ cho các thần dân Chính Thống giáo nằm dưới ách thống trị của Đế quốc Ottoman. Cuộc chiến tranh tàn khốc này mở đầu với việc Thổ Nhĩ Kỳ tuyên chiến với Nga vào năm 1853, với trận đánh tại Oltenitza cùng năm đó, khi một cuộc tiến công của quân Nga bị quân Thổ Nhĩ Kỳ đập tan. Nhưng sau đó, trong trận thủy chiến Sinope hải quân Nga đánh bại hải quân Thổ Nhĩ Kỳ. Tuy nhiên, quân Thổ Nhĩ Kỳ cũng chọc thủng được vòng vây của quân Nga ở Silistria. Sau đó Anh và Pháp lần lượt tuyên chiến với Nga.
Chiến tranh vùng Krym được xem là chiến tranh hiện đại đầu tiên trong lịch sử, trong đó kỹ thuật quân sự có phần tân tiến hơn những cuộc chiến tranh trước và thay đổi hình thức của các cuộc chiến tranh sau đó. Cuộc công kích anh dũng của Tiểu Lữ đoàn Anh Quốc nhằm vào quân Nga vào năm 1854 tuy thất bại, nhưng trở thành biểu tượng của tinh thần trách nhiệm cũng như kỷ cương cao. Cuộc đấu tranh bảo vệ Sevastopol (1855) của quân Nga trước liên quân Anh - Thổ - Pháp cũng vậy, tuy là thất bại của Quân đội Nga nhưng được xem là một chiến thắng về tinh thần của họ. Vào năm 1856, các nước Anh, Pháp, Thổ Nhĩ Kỳ và Sardinia đã giành được chiến thắng. Quân đội Nga - đội quân tinh nhuệ nhất của châu Âu trong con mắt của Nga hoàng Nikolai I - đã đại bại. Nước Nga bị mất chủ quyền ở biển Đen - một thành quả của Nữ hoàng Ekaterina II Đại Đế.

## Bối cảnh

### Tranh chấp vùng Đất Thánh

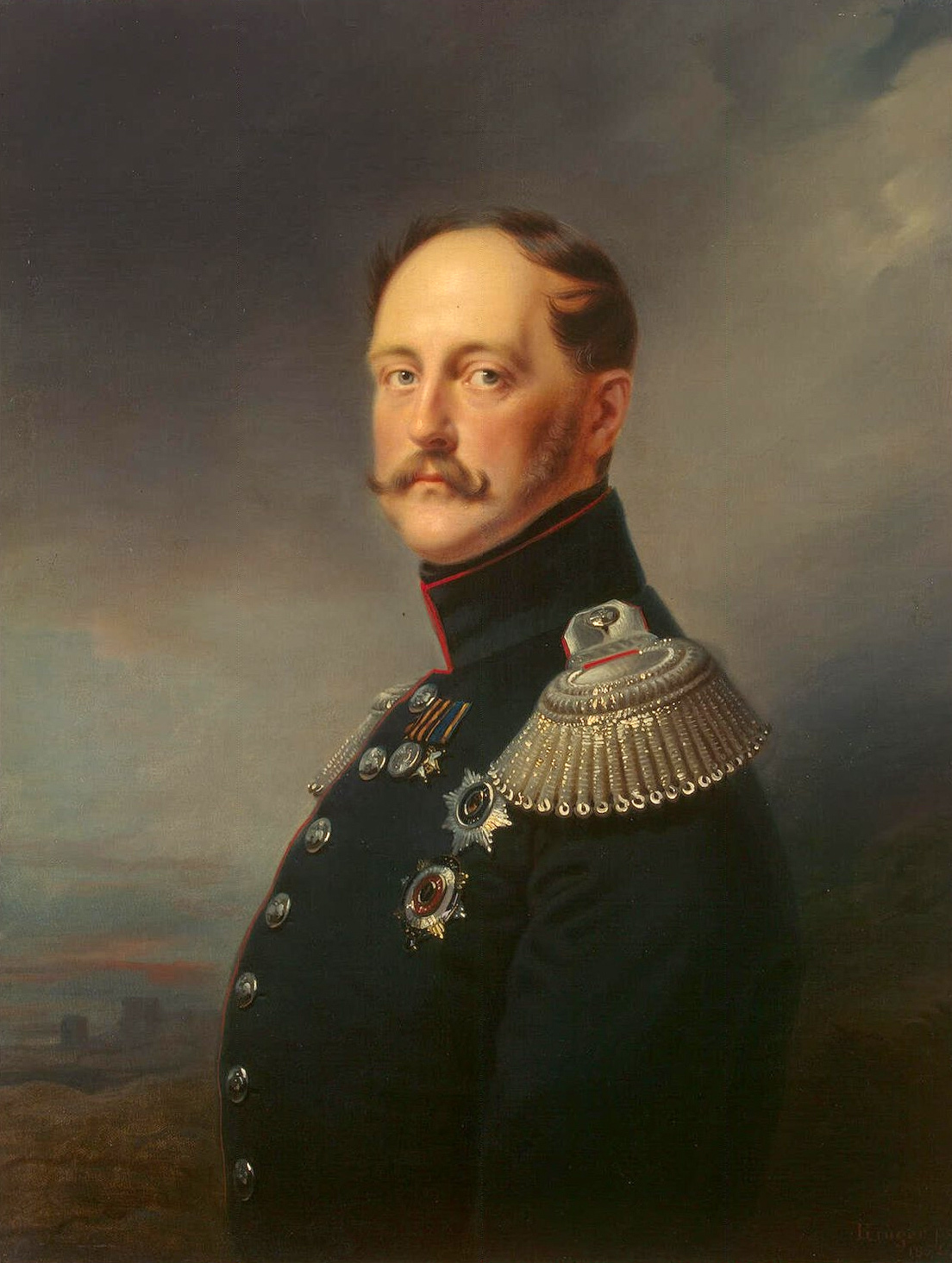
Hoàng đế Nga Nikolai I (1825-1855)

Sau các cuộc Cách mạng 1848 tại các nước châu Âu, hoàng đế Nga âm mưu đeo đuổi một chính sách hung hăng hơn tại vùng Balkan. Nước Nga hy vọng trục lợi trên sự suy yếu của Đế quốc Ottoman, một cường quốc đã bị hoàng đế Nikolai I của Nga mệnh danh là "thực thể ốm yếu ở châu Âu", nhưng bị Anh và Pháp phản đối quyết liệt.
Năm 1854, quân Nga vượt sông Danube tràn vào xâm chiếm lãnh thổ của Đế quốc Ottoman. Anh và Pháp tuyên chiến với Nga và gửi quân tới để bảo vệ Thổ.

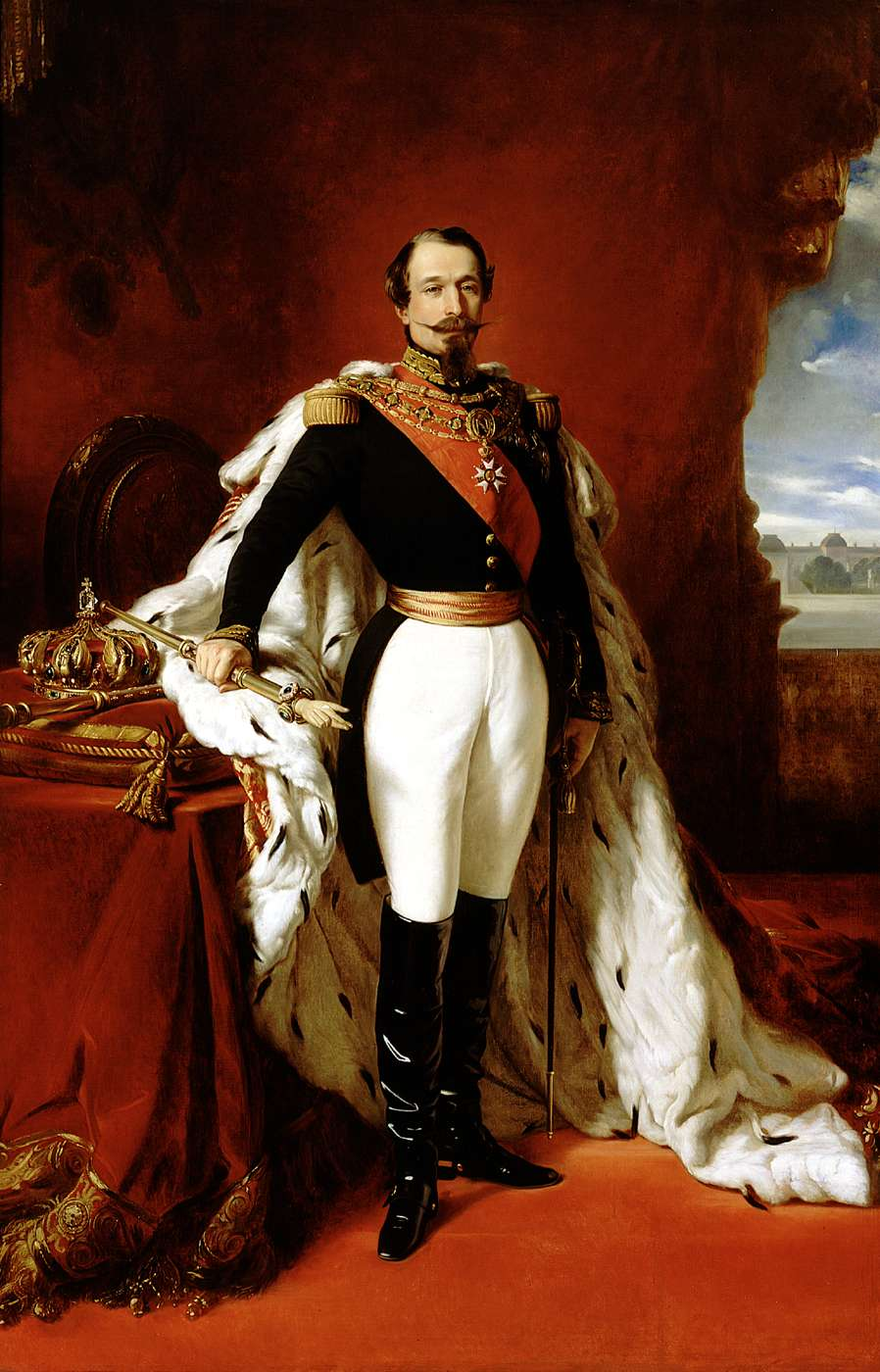
Napoléon III - Hoàng đế Pháp (1852 - 1870)

Tuy Anh và Pháp tuyên chiến với Nga vào ngày 28 tháng 3 năm 1854, xích mích giữa hai phe xảy ra từ cuộc đảo chính năm 1851 tại Pháp. Hoàng đế nước Pháp là Napoléon III lên ngôi và yêu cầu Đế quốc Ottoman phải công nhận Pháp có chủ quyền đối với vùng đất thánh (Israel và Palestine ngày nay).
Nga buộc Ottoman phải khước từ điều kiện của Pháp, đồng thời công nhận Nga là thế lực bảo vệ Công giáo tại Ottoman. Napoléon III lập tức đưa chiến hạm Charlemagne vào biển Baltic, coi thường hiệp ước hàng hải khu vực. Sultan Ottoman là Abdul Mejid I theo Pháp, công nhận Pháp và Giáo hội Công giáo Rôma có quyền lực cao nhất của Công giáo trong vùng đất thánh, và là nước bảo hộ cho giáo dân khắp nơi. Quyền hành này trước đó thuộc Giáo hội Chính thống giáo Hy Lạp.
Hoàng đế Nikolai I đưa quân đoàn bộ binh số 4 và 5 ra sông Danube diễn binh dằn mặt và cho bộ trưởng ngoại giao là Công tước Karl Nesselrode sang điều đình với triều đình Ottoman. Tuy nhiên Nga cũng muốn hòa hoãn với Anh và Pháp, chủ ý rằng cuộc tranh cãi chỉ là giữa Nga và Ottoman, không liên hệ gì đến Anh và Pháp. Nga muốn ngầm tránh tạo cơ hội cho Anh và Pháp hợp binh nhau chống lại mình.
Nikolai tiếp tục trấn an Tây Âu rằng Nga đã ngưng bành trướng, và vụ lộn xộn tại Đế quốc Ottoman chỉ là chuyện tôn giáo địa phương mà thôi. Kế đến, hoàng đế Nga gửi sứ giả Aleksandr Sergeyevich Menshikov sang Ottoman đòi ký hiệp ước riêng rằng nếu Sultan Abdul Mejid không đủ khả năng bảo vệ giáo hội và giáo dân Công giáo thì Nga có quyền vào giúp. Menshikov đi tàu lớn vào cảng Porte và lập tức kết tội Abdul Mejid là thông đồng với Pháp, và đòi thay đổi các nhân viên cao cấp trong chính quyền Ottoman.
Lúc bấy giờ cố vấn ngoại giao Anh là Hugh Rose đang có mặt tại tòa đại sứ Anh tại kinh đô Constantinopolis. Ông thu nhận tin tình báo về quân Nga đang tụ tập dọc sông Danube và vấn đề Menshikov đặt ra ở cảng Porte. Rose liền truyền lệnh cho hạm đội Anh từ miền đông Địa Trung Hải kéo về hướng Constantinopolis. Tuy nhiên mệnh lệnh này bị đề đốc hạm đội Anh từ chối, do ông cho Rose không được lạm quyền. Chỉ có hải quân Pháp kéo đến giúp Ottoman.

### Những vụ xung đột đầu tiên

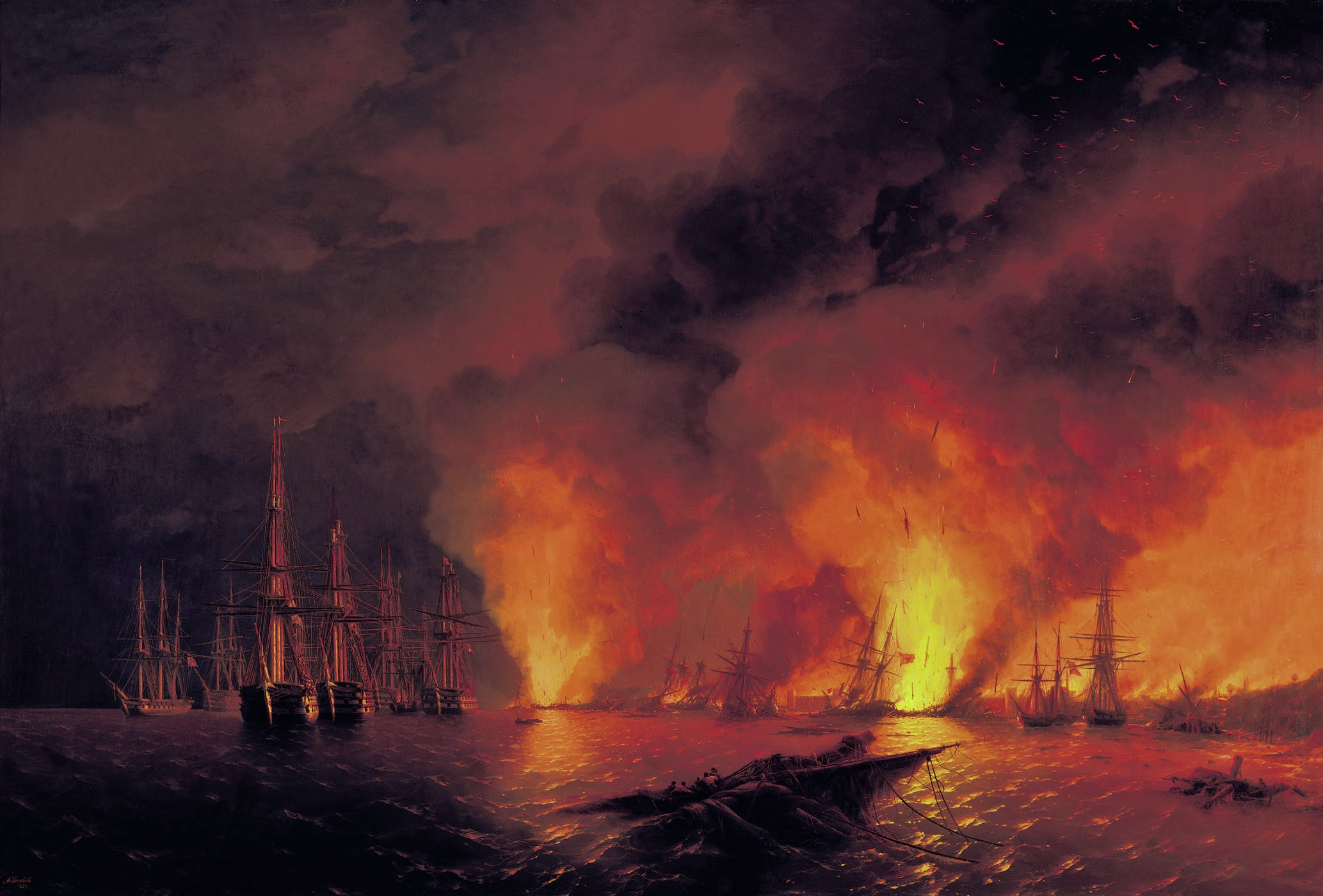
Chiến hạm Nga bắn chìm tàu của quân Thổ Ottoman tại Sinope - Tranh Ivan Aivazovsky

Thủ tướng Anh George Hamilton-Gordon gửi Stratford Canning sang khuyên sultan Abdul Mejid I của Ottoman bác bỏ hiệp ước với Nga. Khi hoàng đế Nga hay tin Menshikov làm hỏng chuyện liền viện cớ thay mặt sultan Ottoman để giải quyết vấn để tôn giáo, kéo quân vào vùng Moldavia và Wallachia thuộc miền đông châu Âu. Khu vực này tuy thuộc Ottoman nhưng với nhiều giáo dân Chính Thống giáo, lâu nay vẫn nằm dưới quyền bảo hộ của Nga. Hoàng đế Nga hy vọng những cường quốc châu Âu, nhất là Đế quốc Áo là nước láng giềng, sẽ không phản đối việc Nga xâm chiếm các lãnh thổ thuộc Ottoman này. Chính phủ Anh phản ứng đưa hạm đội tiếp ứng cho hải quân Pháp tại eo biển Dardanelles (đường biển nối biển Đen và Địa Trung Hải phía bắc Thổ Nhĩ Kỳ). Thế lực quân sự châu Âu lúc này cũng đang mong hòa giải, chỉ biểu dương quân lực chứ chưa muốn gây chiến. Đại diện chính phủ 4 nước lớn Anh, Pháp, Áo và Phổ sau đó họp mặt tại Viên viết thư giảng hòa giữa Nga và Ottoman. Nga chấp thuận các điều kiện trong thư nhưng Ottoman từ chối. Khi Anh, Pháp và Áo đề nghị sửa lại các điền kiện thì Nga lại phản đối. Tuy Áo và Phổ muốn tiếp tục thương lượng, Anh và Pháp cho rằng Nga ngoan cố. Sultan Abdul Mejid I, khi thấy thương lượng không xong bèn kéo quân ra đánh quân Nga đang đóng tại sông Danube.
Ngày 30 tháng 11 năm 1853 hoàng đế Nikolai trả miếng đem chiến hạm đến bắn tan tành đoàn tàu chiến của Ottoman đang neo tại cảng Sinope (Thổ Nhĩ Kỳ). Hoàng đế Nga cũng không chịu rút quân ra khỏi hai lãnh thổ khu vực sông Danube. Pháp và Anh chính thức tuyên chiến với Nga để ủng hộ Ottoman. 

### Cơ hội hòa giải
Hoàng đế Nga nghĩ rằng Áo sẽ theo phe Nga, vì Nga đã từng giúp Áo đánh dẹp cuộc nổi dậy năm 1848 (khởi nghĩa Hungary để tách khỏi Áo). Nhưng Áo lại sợ Nga lợi dụng lấn quyền nên từ chối không theo, và cũng không hứa sẽ giữ thế trung lập.
Anh và Pháp đưa ra 4 điều kiện hòa giải với Nga:
1. Nga phải bỏ chủ quyền ở các lãnh thổ vùng sông Danube mà họ mới cưỡng chiếm.
2. Nga phải bỏ các quyền bảo hộ với giáo dân Chính thống giáo trong Ottoman;
3. Luật quy ước hàng hải năm 1841 phải được xem lại và sửa đổi;
4. Quốc gia nào cũng được quyền sử dụng sông Danube.

Khi hoàng đế Nikolai I từ chối các điều kiện này, chiến tranh vùng Krym bắt đầu.

## Chiến cuộc vùng Krym

### Bao vây Sevastopol

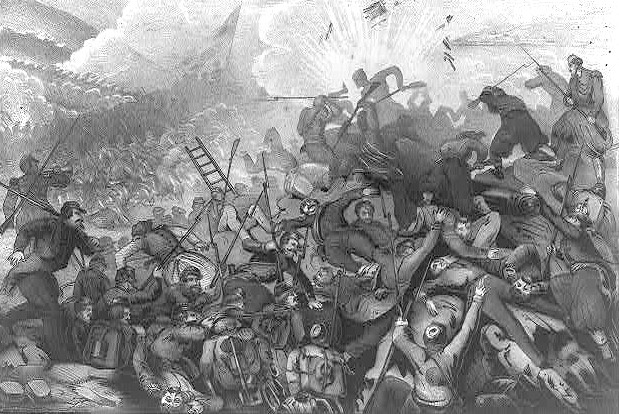
Sevastopol thất thủ
Quân Pháp và Nga đánh giáp lá cà

Ngày 17 tháng 10 năm 1854, quân Anh-Pháp đổ bộ lên bán đảo Krym bao vây thủ phủ Sevastopol là căn cứ chính của hạm đội Đế quốc Nga tại Biển Đen với mục tiêu là ngăn chặn không cho chiến hạm Nga vào Địa Trung Hải. Trên đường tới Sevastopol liên quân gặp một đạo quân Nga đang đóng trên các điểm cao tại Alma và mau chóng đánh tan đạo quân này. Dù vậy chiến thắng ở Alma cho thấy Liên quân có ưu thế vượt trội về kỹ thuật hơn là kỷ luật hay tài thao lược.

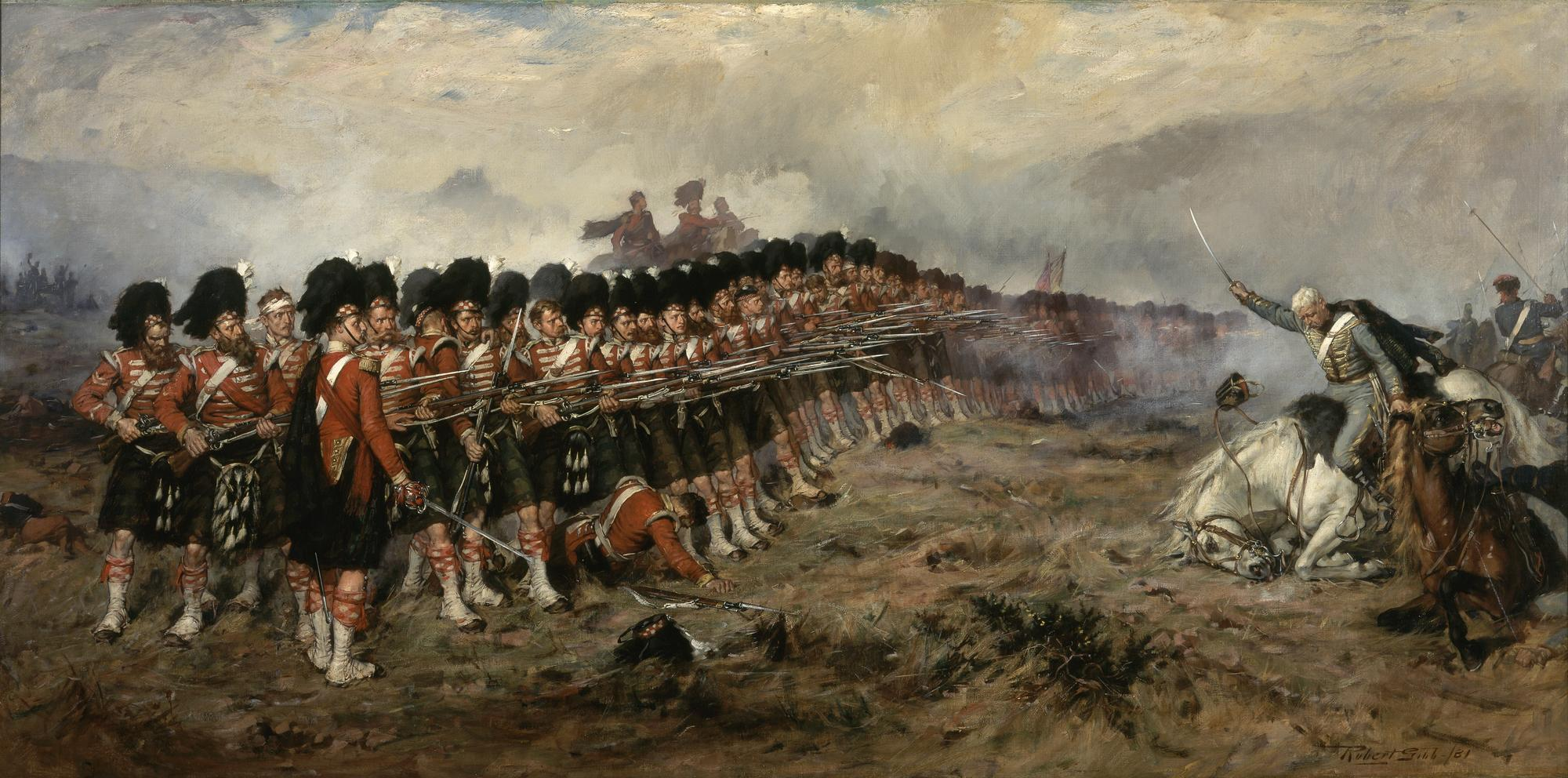
Binh sĩ người Scotland của Anh đánh bại cuộc tấn công của kỵ binh Nga

Trong nỗ lực giải vây cho Sevastopol, quân Nga mở cuộc tiến công lớn vào Liên quân tại Inkerman nhưng thất bại. Quân Nga chết và bị thương lên tới 12.000 so với 3.000 người của Liên quân. Quân Nga phải huy động chiến thuyền, dùng pháo hải quân và cho thủy thủ chiến đấu như lính thủy đánh bộ. Quân đội Nga thiệt hại 4 chiến hạm lớn (3 tầng, 110 súng), 12 chiến hạm trung (2 tầng, 60 súng) và nhiều chiến thuyền nhỏ. Đề đốc Nga là Pavel Stepanovich Nakhimov bị bắn trúng đầu và chết ngày 30 tháng 6 năm 1855. Sevastopol thất thủ vào ngày 11 tháng 9 năm 1855, sau gần 11 tháng bị bao vây.
Cùng năm, quân Nga bao vây và chiếm đồn Kars của Ottoman.

### Chiến trường biển Baltic
Những trận đánh ở Krym được nói đến nhiều, trong khi chiến cuộc trên biển Baltic thường ít được nhắc tới mặc dầu xảy ra gần thủ đô Nga Sankt Peterburg. Lúc đầu các phe tham chiến bị lâm vào thế tiến thoái lưỡng nan. Hải quân Nga tuy kém lực lượng nhưng lại đóng trú quanh những khu phòng thủ kiên cố như đồn Kronstadt. Bên kia thì Đề đốc Anh là Charles Napier và Đề đốc Pháp là Parseval-Deschènes lại ngại tấn công, và chỉ có thể ngăn chặn các tàu buôn Nga và công kích các đồn phòng thủ nhỏ của Nga dọc bờ biển Phần Lan. Anh-Pháp tấn công và tiêu diệt đồn Bomarsund và Slava nhưng ở các đồn khác lại bị đánh bật ra.

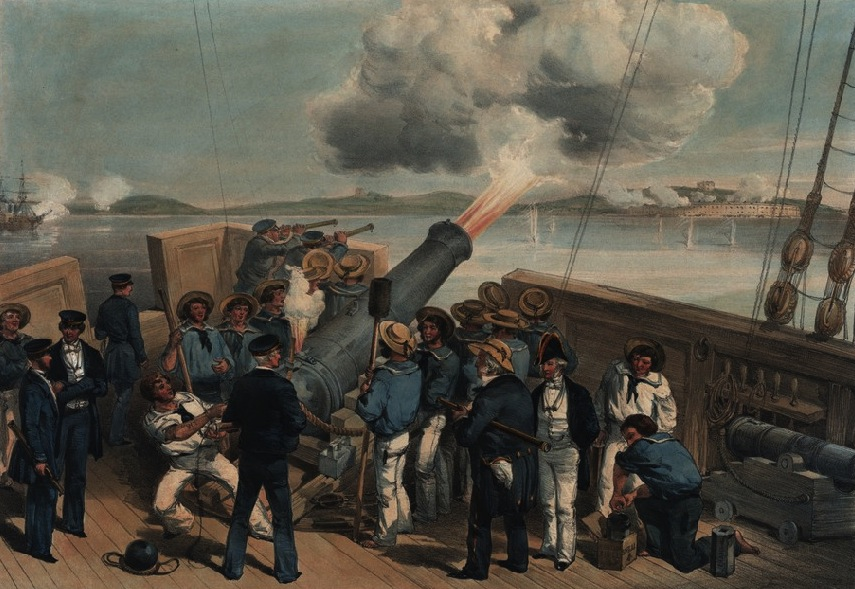
Bomarsund bị dội bom

Trong những đợt tấn công này, quân Anh đốt phá hai vùng Oulu và Raahe và bị thế giới lên tiếng phản đối. Tin lan về đến Anh và nghị sĩ quốc hội Thomas Gibson đòi Hạ viện Anh hạch trách các đề đốc hải quân đang tham chiến về những hành động tàn phá tài sản của người dân vô tội.
Ở Nga, kinh tế từ từ bị suy yếu vì buôn bán theo đường biển bị bế tắc, và quân Nga cũng do đó mà giảm sút tinh nhuệ.
Mùa thu năm này, hạm đội Anh do chiến hạm Miranda dẫn đầu kéo từ biển Baltic ra biển Trắng và pháo kích hai tỉnh Kola và Solovki. Kola bị tàn phá hoàn toàn. Quân Anh tấn công Arkhangelsk nhưng thất bại.
Năm 1855, hơn 1.000 đại bác của hải quân đồng minh Anh-Pháp bắn hơn 20 nghìn viên pháo vào đồn phòng thủ Sveaborg của Nga gần Helsinki. Nhưng chỉ huy trưởng Nga Viktor Poplonsky đem tàu chiến Rossiya chặn giữ cửa biển, không cho quân Anh-Pháp vào. Trong khi đó quân Anh-Pháp phá mãi không xong, phải huy động thêm lực lượng để tấn công lần nữa nhưng chưa kịp thì chiến tranh chấm dứt.

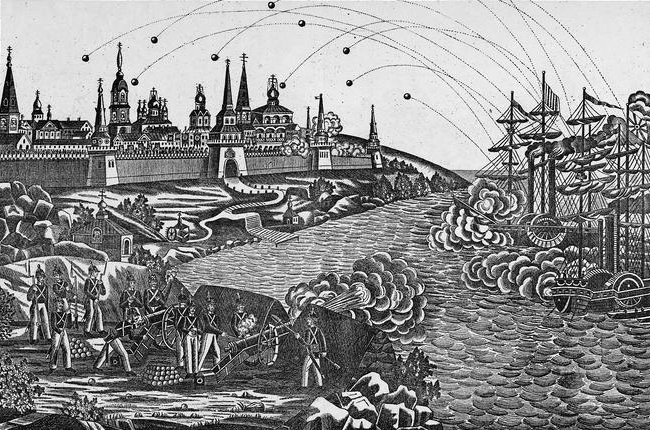
"Tu viện Solovetsky ở biển Trắng
bị hải quân Hoàng gia Anh tấn công"

Sức kháng cự của quân Nga phần lớn do khả năng sử dụng mìn ngầm trên biển tại Kronstadt và Sevastopol. Thủy lôi trong chiến thuật hải quân ngày nay có lẽ bắt đầu từ chiến tranh vùng Krym.

### Thái Bình Dương
Tranh chấp giữa các đế quốc châu Âu cũng diễn ra ở Thái Bình Dương. Hạm đội Anh-Pháp do Đề đốc David Price và Febrier-Despointes chỉ huy bao vây đoàn tàu chiến Nga do Đề đốc Yevfimy Vasilyevich Putyatin chỉ huy tại Petropavlovsk thuộc bán đảo Kamchatka. Tháng 9 năm 1854, sau khi dùng súng từ chiếm hạm bắn nát thành phố, hơn 800 quân lính Anh-Pháp đổ bộ nhưng bị phản kích mãnh liệt và phải rút lui, chịu thiệt hại nặng nề. Đến mùa xuân năm 1855, quân Nga rút lui khi quân đồng mình đem tiếp viện đến tấn công lần nữa.

### Ý ủng hộ Đồng minh
Trong khi hô hào phong trào thống nhất nước Ý, Camillo Benso nghe lời Victor Emmanuel II gởi quân lính theo ủng hộ Anh-Pháp. Mục đích của Camillo Benso là vuốt ve Pháp để tăng thế lực cho khu vực Piedmont của Ý, và qua đó có thể Piedmont được hội nhập vào nước Ý thống nhất.

### Chiến tranh kết thúc

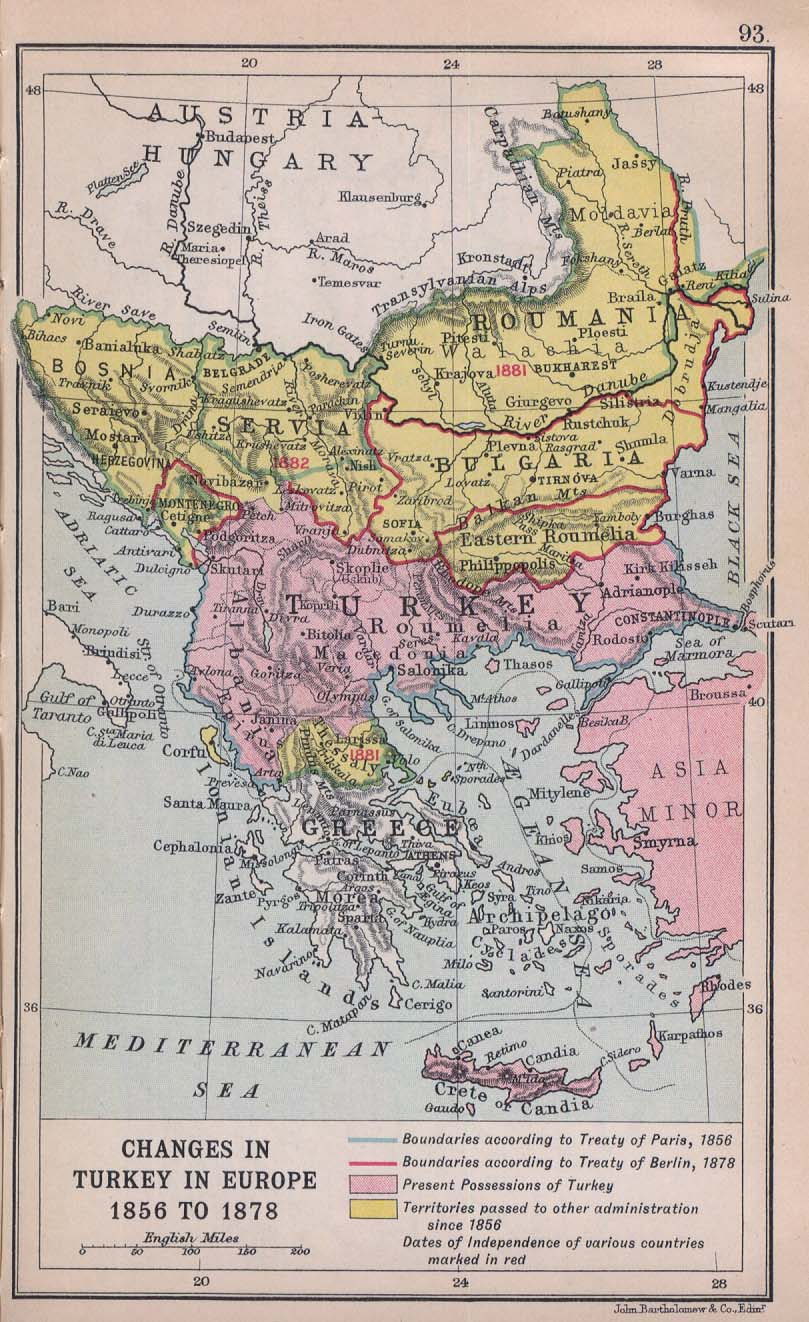
Đế quốc Ottoman mất phần lớn lãnh thổ (màu vàng) sau các cuộc phân tranh 1856-78

Sau khi nhận được tin về thảm bại tại Sevastopol, Nga hoàng Nikolai I trở nên rất buồn phiền. Ông bị viêm phổi và qua đời ngày 2 tháng 3 năm 1855, con trai là Aleksandr II lên thay. Sau khi Sevastopol thất thủ, Nga bắt đầu thương lượng hòa bình với phe đồng minh và ký hòa ước tại Paris năm 1856. Quy ước hàng hải giữa Nga và Ottoman định lại ranh giới chủ quyền vùng biển Đen. Nga phải chịu thiệt thòi vì hải quân Nga sẽ không còn khả năng kiểm soát khu biển như trước đó. Ngoài ra, theo hòa ước Paris Đế quốc Ottoman được các cường quốc châu Âu công nhận.

## Hậu quả
Hòa ước Paris được tôn trọng đến năm 1871 thì Pháp bị Đế quốc Đức đánh bại (Chiến tranh Pháp-Phổ (1870-1871)), hoàng đế Pháp là Napoléon III bị truất phế và chính phủ Đệ tam Cộng hòa Pháp ra đời.
Nga lợi dụng tình thế và dựa theo ủng hộ của thủ tướng Đức Otto von Bismarck tái thiết căn cứ hải quân Nga tại biển Đen, không tuân theo quy ước hàng hải đã ký tại Paris.
Đế quốc Áo không theo Nga khi trước nay lại bị cô lập. Áo thua Phổ trong cuộc phân tranh Áo – Phổ năm 1866 và mất chủ quyền các lãnh thổ nói tiếng Đức. Áo sau đó phải phụ thuộc vào Phổ và trở thành một khu vực hành chính của Đức - tạo rắc rối sau này đưa đến Chiến tranh thế giới thứ nhất.

## Thiệt hại của đôi bên trong chiến tranh
| Quốc gia            | Dân số năm 1853 | Quân đội  | Chết trận | Bị thương | Tử thương | Chết bệnh | Lý do khác |
| ------------------- | --------------- | --------- | --------- | --------- | --------- | --------- | ---------- |
| Anh                 | 21 350 000      | 97 864    | 2 755     | 18 253    | 1 847     | 17 225    | 775        |
| Pháp                | 36 070 000      | 309 268   | 10 240    | 39 818    | 11 750    | 75 375    |            |
| Vương quốc Sardegna | 4 350 000       | 21 000    | 12        | 167       | 16        | 2 166     |            |
| Đế quốc Ottoman     | 35 000 000      | 165 000   | 10 000    |           | 10 800    | 24 500    |            |
| Tổng số             | 96 770 000      | 593 132   | 23 007    |           | 24 413    | 119 266   |            |
| Nga                 | 70 400 000      | 888 000   | 24 731    | 81 247    | 15 971    | 88 775    | 13 225     |
| Tổng số             | 167 170 000     | 1 481 132 | 47 738    |           | 40 384    | 208 041   |            |